# Telescopio Gigante de Magallanes
El Telescopio Gigante de Magallanes (TGM o GMT en inglés) es un proyecto de telescopio terrestre de grandes dimensiones planeado para completarse a finales de la década de 2020. Se compondrá de siete segmentos primarios de 8,4 metros de diámetro, con el poder de resolución de un espejo primario de 24,5 metros de diámetro y la superficie de recolección de 22 metros. Se espera que tenga más de 5-10 veces la capacidad de captación de luz de los instrumentos existentes. Ya se han producido cuatro de los siete espejos y la cima de la montaña está preparada para la construcción. El astrónomo jefe encargado del proyecto es Mark M. Phillips.

## Localización
El telescopio estará ubicado en el Observatorio Las Campanas, que es también el lugar de los Telescopios Magallanes, a unos 50 kilómetros al sur de Vallenar, Chile y 115 kilómetros al norte-noreste de La Serena, Chile. El lugar es ideal para ubicar grandes observatorios astronómicos debido al clima seco de los alrededores del Desierto de Atacama, sin nubes ni bruma ni contaminación atmosférica ni lumínica. Tampoco hay centros de población. Es uno de los mejores lugares del mundo para la observación astronómica. El punto exacto donde el telescopio será construido está a 2.516 metros de altitud.

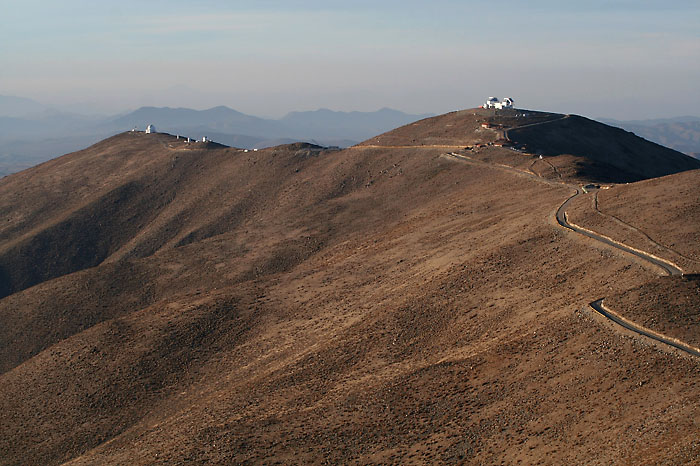
Observatorio Las Campanas

Comparación de los mayores telescopios del mundo.

## Características
El telescopio es único, ya que tendrá siete de los más grandes espejos del mundo como segmentos del espejo primario, cada uno de 8,4 metros de diámetro. Estos espejos se organizarán con un espejo en el centro y los otros seis dispuestos simétricamente alrededor de él. El desafío en esto es que los seis segmentos exteriores estarán fuera de eje, y aunque idénticos entre sí, no son cada uno de ellos es radialmente simétricos, lo que exige una modificación del proceso de pulido habitual y de los procedimientos de prueba.
Los espejos están siendo construidos por la Universidad de Arizona, concretamente por el Steward Observatory Mirror Lab. El primer espejo se creó en un horno rotatorio en octubre de 2005, pero el pulido no se completó hasta noviembre de 2012. Toda una nueva y amplia gama de pruebas ópticas e infraestructura de laboratorio tuvo que ser desarrollada para pulir los espejos, ya que el coeficiente de dificultad es 10 veces mayor que para cualquier espejo astronómico anterior de gran tamaño. El segundo espejo se inició en enero de 2012, el tercero en agosto de 2013 y el cuarto a mediados de 2015. Los espejos quinto, sexto y séptimo aún no han empezado a ser producidos.
La intención es construir siete espejos idénticos fuera de eje, de modo que haya uno disponible de repuesto cuando alguno de ellos este en mantenimiento, (realuminizado) lo que toma hasta una semana, proceso necesario y periódico cada uno o dos años. Aunque el espejo primario en su conjunto tiene una relación focal (distancia focal dividida por el diámetro) de f/0.71, los segmentos individuales, siendo de un tercio de diámetro, tienen una relación focal de f/2.14. La relación focal es en general f/8 y la prescripción óptica es aplanática (sin aberración de esfericidad) de telescopio reflector tipo gregoriano. El telescopio hará uso de óptica adaptativa.

## Organizaciones
La siguiente es una lista de los miembros de un consorcio desarrollo del telescopio.
- Academia Sinica Institute of Astronomy and Astrophysics
- Universidad de Chicago
- Universidad de Harvard
- Observatorio Astrofísico Smithsonian
- Universidad de Texas A&M
- Universidad de Arizona
- Universidad de Texas en Austin
- Fundación de Apoyo a la Investigación del Estado de São Paulo
- Australian National University
- Astronomy Australia Limited
- Korea Astronomy and Space Science Institute